# Llista de topònims de Cornellà de la Ribera
Llista de topònims (noms propis de lloc) de Cornellà de la Ribera (Rosselló).
Informació actualitzada per un bot. Els canvis manuals es perdran quan s'actualitzi!

## port de muntanya
| imatge | Nom          | Ubicat a                      | instància de     | Detalls | coordenades                                          | Protecció | Commons (més fotos) | Dades a WD                    |
| ------ | ------------ | ----------------------------- | ---------------- | ------- | ---------------------------------------------------- | --------- | ------------------- | ----------------------------- |
|        | El Collet    | Montner Cornellà de la Ribera | port de muntanya |         | 42° 43′ 44″ N, 2° 42′ 17″ E / 42.728889°N,2.704639°E |           |                     | Modifica les dades a Wikidata |
|        | Pas del Llop | Cornellà de la Ribera Montner | port de muntanya |         | 42° 43′ 58″ N, 2° 42′ 49″ E / 42.732833°N,2.713611°E |           |                     | Modifica les dades a Wikidata |

## Misc
| imatge | Nom                                       | Ubicat a                              | instància de                          | Detalls                                                   | coordenades                                                                                      | Protecció | Commons (més fotos)                         | Dades a WD                    |
| ------ | ----------------------------------------- | ------------------------------------- | ------------------------------------- | --------------------------------------------------------- | ------------------------------------------------------------------------------------------------ | --------- | ------------------------------------------- | ----------------------------- |
|        | Mont Ner                                  | Millars Cornellà de la Ribera Montner | muntanya                              |                                                           | 42° 43′ 37″ N, 2° 42′ 01″ E / 42.7269198717°N,2.70022626173°E 507 msnm                           |           | Força Réal                                  | Modifica les dades a Wikidata |
|        | Sant Martí de Cornellà de la Ribera       | Cornellà de la Ribera                 | església                              |                                                           | 42° 41′ 50″ N, 2° 43′ 48″ E / 42.6971°N,2.7299°E 85.4 msnm                                       |           | Église Saint-Martin de Corneilla-la-Rivière | Modifica les dades a Wikidata |
|        | Tet                                       | Pirineus Orientals                    | riu                                   | Desemboca: mar Mediterrània Llarg: 115.8km Conca: 1369km² | 42° 42′ 48″ N, 3° 02′ 23″ E / 42.713333333333°N,3.0397222222222°E                                |           | Têt                                         | Modifica les dades a Wikidata |
|        | Vila fortificada de Cornellà de la Ribera | Cornellà de la Ribera                 | vila closa                            |                                                           | 42° 41′ 52″ N, 2° 43′ 43″ E / 42.697719°N,2.728667°E 85.7 msnm                                   |           |                                             | Modifica les dades a Wikidata |
|        | casa de la vila de Cornellà de la Ribera  | Cornellà de la Ribera                 | instal·lació Ús: seu del govern local |                                                           | 42° 41′ 49″ N, 2° 43′ 46″ E / 42.6968202260662°N,2.7295182007475°E fr:66550 CORNEILLA-LA-RIVIERE |           | Town hall of Corneilla-la-Rivière           | Modifica les dades a Wikidata |